# Klub Hybrydy
Klub Hybrydy – klub studencki w Warszawie, jeden z najstarszych klubów studenckich w Polsce. 
„Hybrydy” działają z przerwami od końca lat 50. XX w. Przez wiele lat pełniły rolę centrum kultury studenckiej i matecznika artystycznego, z którego wyrosło wielu literatów, muzyków, twórców teatralnych i filmowych.
Klub mieści się w miejscu dawnego kina „Palladium” przy ul. Złotej 7/9.

## Historia
W polskich realiach lat 50. istnienie klubu studenckiego było czymś nieznanym i do pomysłu jego stworzenia władze stolicy podchodziły z nieufnością. Andrzej Pniewski i Józef Waczków, ówcześni działacze studenccy, byli autorami koncepcji funkcjonowania klubu, dla którego znaleziono miejsce w zabytkowej kamienicy przy ul. Mokotowskiej 48. Ponieważ w budynku tym mieszkał i tworzył Józef Ignacy Kraszewski, chciano ten fakt jakoś podkreślić. Andrzej Pniewski miał rzekomo wyszperać gdzieś mało znaną powieść Kraszewskiego zatytułowaną „Hybrydy” z 1869 i to ona dała nazwę klubowi. Oficjalne otwarcie klubu miało miejsce 1 lutego 1957. Imprezę uświetniono koncertem jazzowym.
U początków swojej działalności klub „Hybrydy” organizował imprezy studenckie i dyskoteki z orkiestrą na żywo, prowadził cztery bufety i udostępniał sale na trzech kondygnacjach: dwie na górze, sześć na dole i dwie w piwnicy. Zainstalowano w nim dwie szafy grające oraz urządzono salę bilardową – rzadkość w tamtych czasach. W klubie działał Dyskusyjny Klub Filmowy, w którym odbywały się maratony filmowe. W budynku „Hybryd” spotykali się artyści związani z ruchem studenckim: muzycy, plastycy, filmowcy, literaci i aktorzy.
Od maja 1957 rozpoczął działalność Hot-Club Hybrydy, z którego wyszli m.in. Włodzimierz Nahorny, Michał Urbaniak, Tomasz Stańko. Hot-Club Hybrydy był głównym organizatorem pierwszego międzynarodowego festiwalu jazzowego „Jazz 58” (później przemianowanego na Jazz Jamboree), który odbył się w dawnej siedzibie klubu „Stodoła” przy ul. Emilii Plater w Warszawie.
W 1960 spiritus movens działalności artystycznej „Hybryd” stał się przybyły z Torunia Jerzy Leszin-Koperski, który objął kierownictwo nowo powstałej Rady Programowo-Artystycznej. Klub stał się miejscem spotkań i dyskusji literackich, których efektem było m.in. stworzenie „Orientacji Poetyckiej Hybrydy” i grupy twórczej „Pokolenie 1960”. Z działalnością klubu związani byli wtedy m.in. Zbigniew Jerzyna, Krzysztof Gąsiorowski, Edward Stachura, Janusz Żernicki, Andrzej Zaniewski, Jarosław Markiewicz, Jerzy Górzański, Barbara Sadowska.
W 1960 ogłoszono powstanie Społecznego (Wielkiego) Teatru Poezji i Dramatu, a dzięki zaangażowaniu Debnela i Jana Pietrzaka powstała Eskadra Poezji Rewolucyjnej. W „Hybrydach” pojawiło się wiele osób zainteresowanych kabaretem literackim. Jan Pietrzak, Wojciech Młynarski, Johwed i Borowicz stworzyli skład I Rady Artystycznej Studenckiego Teatru Hybrydy. W 1962 teatr wystawił na pięciolecie klubu przedstawienie kabaretowe Kąpiel w Rubikonie oraz dramatyczną inscenizację Proces o cień osła. W latach 1962–1967 powstało w „Hybrydach” 18 premierowych realizacji teatralnych – m.in. utwory Krasińskiego, Krzysztonia, Obojewskiego. Scena kabaretowa „Hybryd” mogła się cieszyć nieco większą niż gdzie indziej w Polsce wolnością słowa. Po Pietrzaku i Młynarskim działali tu Stefan Friedmann, Jonasz Kofta, Adam Kreczmar.
W 1963 poeci z „Hybryd” wydali trzy numery miesięcznika „Widzenia”. W tym samym roku nastąpił rozpad „Orientacji Poetyckiej Hybryd”. Dopiero w 1966 klub na nowo zaczął skupiać u siebie młodych poetów – powołane zostało „Forum Poetów Hybryd”. Z tamtych czasów pochodzi wiele debiutanckich tomików oraz pisma „Orientacja” i „Nowe Widzenia”. W październiku tego samego roku Teatr Hybrydy odniósł sukces zdobywając główną nagrodę festiwalu teatrów studenckich „Warszawska Nike”.
W 1967 muzyczny Hot-Club obchodził 10-lecie, z Teatru Hybrydy odeszli Pietrzak i Kofta, a klub podupadał. W listopadzie 1968 podjęto próbę uaktywnienia działalności poszukując „następców Młynarskiego, Kofty, Pietrzaka”. „Hybrydy” stały się klubem studentów Uniwersytetu Warszawskiego wraz z nadejściem nowych działaczy i bywalców. Nowymi propozycjami była „Giełda Plastyków”, „Forum Poetów” i „Studio Piosenki”. Na antenie programu III Polskiego Radia dwa razy w miesiącu nadawano audycję „Wieczory w Hybrydach”, które prowadził Maciej Pietrzyk. Mimo tego klub przechodził wyraźny kryzys. W 1973 nastąpiło zawieszenie działalności klubu.
Klub wznowiono 10 października 1977 w nowym lokalu przy ul. Kniewskiego 7/9 (obecnie ul. Złota). Powstało Studio Piosenki, Galeria nad Szatnią, Hot-Club, DKF, Teatr „Nie prasować”, Galeria Fotografii, Klub Literacki. Od 1978 do 1992 w Hybrydach organizowany był Ogólnopolski Przegląd Piosenki Autorskiej. Od 1978-1982 działał w klubie SOD Studencki Ośrodek Dyskusyjny „Od Siwaka do Bujaka”, w którym odbyło się wiele spotkań i paneli dyskusyjnych z czołowymi przedstawicielami ówczesnego podziemia politycznego KOR-u i zdelegalizowanych struktur NSZZ Solidarność, członkami KC PZPR, a następnie z wybitnymi przedstawicielami kultury, sztuki i nauki; inicjatorem SOD-u oraz głównym prowadzącym spotkania dyskusyjne był ówczesny sekretarz programowy klubu Marek Różycki jr.
W drugiej połowie lat 80. ówczesny szef klubu, Sławek „Gąsior” Rogowski, chroniąc młodych muzyków przed represjami władz komunistycznych, stworzył warunki, w których znalazły swoje miejsce do prób zespoły związane z ruchem punk, m.in.: Kult, Izrael, Dezerter, Armia, T.Love. W klubie działała giełda muzyczna, która stanowiła ważne źródło dostępu do zachodniej muzyki punkowej i wczesnego hip-hopu.
Po 1989 klub przejęło Stowarzyszenie Hybrydy, którego zarząd stanowiło 4 działaczy ZSP z „poprzedniej ekipy" oraz 5 działaczy NZS. Kierownikiem klubu w latach 1990-1996 był Jacek Wiśniewski. Klub w tym okresie stał się kolebką polskiej kultury hip-hop, za sprawą imprez organizowanych przez m. in. DJ-a 600V, wokół których kształtowało się środowisko takich zespołów jak Molesta Ewenement, Warszafski Deszcz, JWP i ZIP Skład. 
W 1996, klub został przejęty przez Uniwersytet Warszawski; w imieniu uczelni zarządza nim Fundacja Universitatis Varsoviensis. W 2005 został reaktywowany Teatr Hybrydy, którego szefem został Maciej Dzięciołowski.